# Адам, Джон (архитектор)
Джон Адам (англ. John Adam; 5 марта 1721, Линктаун, Керколди, округ Файф, Шотландия — 25 июня 1792, Эдинбург) — шотландский архитектор и строительный подрядчик. Брат знаменитых архитекторов Роберта (1728—1792) и Джеймса (1732—1794) Адамов. В его честь названа улица в Лондоне.

## Биография

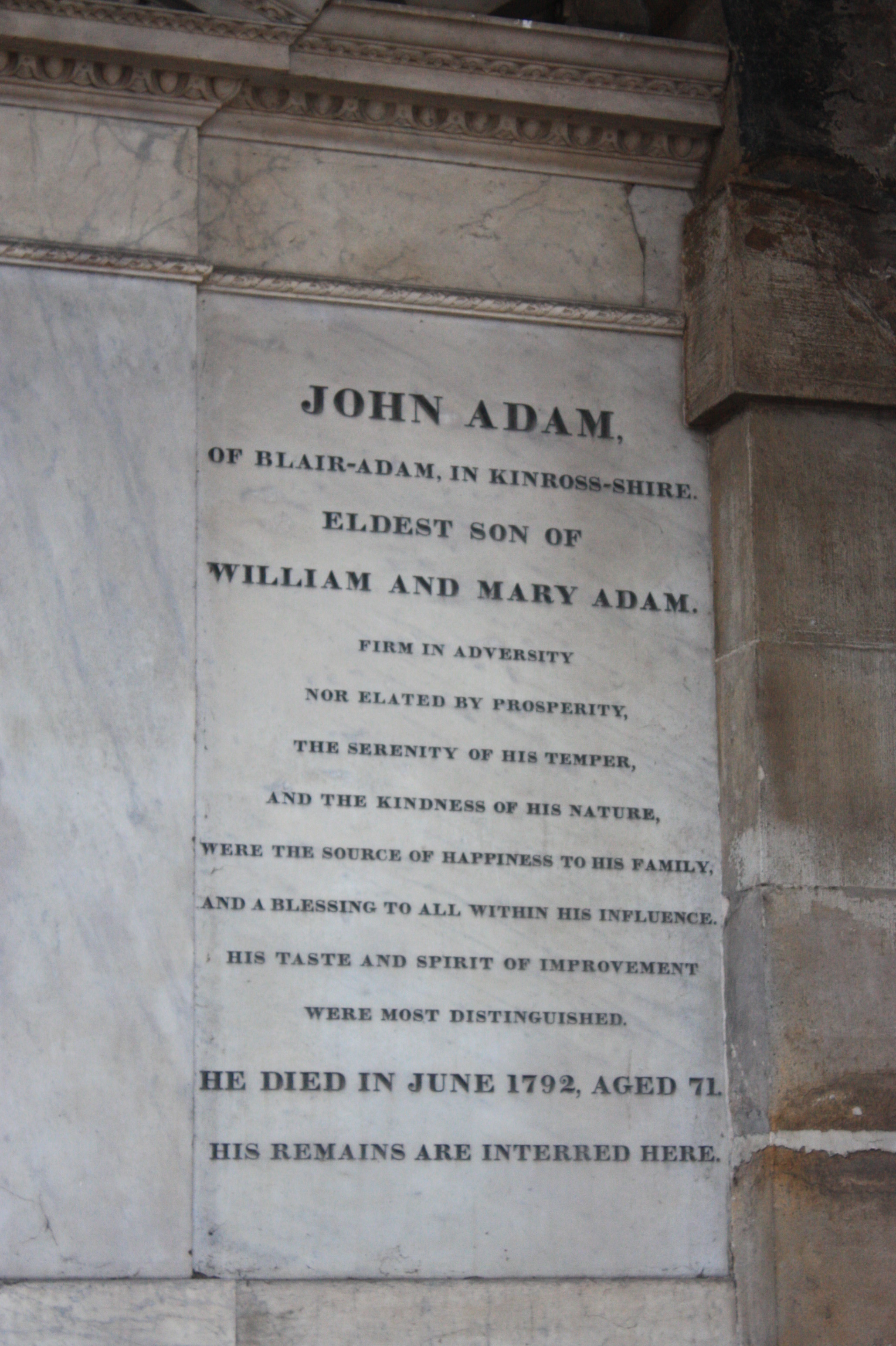
Надгробная памятная доска Джона Адама в мавзолее семьи Адам, на кладбище Грейфрайерс, Эдинбург

Джон Адам родился в 1721 году в Линктауне (ныне часть Керколди в округе Файф, Шотландия) в семье архитектора и предпринимателя Уильяма Адама и его жены Мэри Робертсон (1698—1761). Он стал их первым сыном и старшим братом Роберта и Джеймса, которые также, как и Джон, пошли по стопам отца и стали архитекторами.
В 1728 году, когда Уильям Адам начал карьеру в качестве проектировщика загородных домов, семья Адамов переехала в Эдинбург. Джон поступил в Далкитскую гимназию, а по окончании стал участвовать в семейных подрядах, поэтому обучение в университете не завершил. Тем не менее, дом семьи Адам стал одним из центров шотландского Просвещения, куда стекались многочисленные эдинбургские ценители искусства.
В течение 1740-х годов Уильям постепенно передавал своему старшему сыну контроль над семейными делами. Помимо проектирования и строительства домов семья Адамов занималась горнодобывающей и другими видами коммерческой деятельности. После смерти отца в июне 1748 года Джон полностью взял в свои руки семейные предприятия. Джон также стал лэрдом поместья Блэр Адам, в Кинросширe, которое построил его отец. И, наконец, Джон унаследовал положение своего отца как «Master Mason» (с англ. — «Главного каменщика») в Совете артиллерийского вооружения Северной Британии (Board of Ordnance in North Britain).
Джон сделал своим партнёром младшего брата Роберта, и оба занимались крупными военными строительными заказами Совета вооружения, которые были заключены после якобитского восстания 1745 года. К ним относилось здание форта Джордж около Инвернесса по проектам военного инженера Уилльяма Скинера.
Братья также продолжали выполнять проекты покойного отца, включая строительство павильонов и оформление интерьеров Хоуптаун-хауса. Их первый крупный архитектурный заказ поступил в 1754 году от Уильяма Далримпла-Крайтона, графа Дамфрис. Новый Дамфрис-хаус в Айршире. Здание, вероятно, было в основном спроектировано Робертом Адамом, который наблюдал за строительством до конца лета 1754 года, когда уехал в свой гран-тур по Италии. Даже находясь в путешествии, Роберт продолжал отправлять зарисовки деталей интерьера дома. Джон же в этом проекте сосредоточился на деловой стороне вопроса.
Джон Адам выиграл конкурс на проект новой Королевской биржи в Эдинбурге, но не был назначен производителем работ. Эту должность передали другому архитектору, который внёс изменения в проект. Тем не менее, здание, которое в настоящее время служит Городскими палатами (City Chambers), по-прежнему часто приписывают Джону Адаму.
По возвращении из гранд-тура в Великобританию Роберт Адам обосновался в Лондоне, где к нему присоединились младшие братья Джеймс и Уильям. Джон продолжал заботиться о семейном бизнесе в Шотландии, вкладывая заработанные средства в карьерные предприятия и Carron Company. Он снабжал своих братьев капиталом из фамильного поместья, пока крах его фондового предприятия в 1764 году не оставил его самого без средств к существованию.
Джон Адам умер в 1792 году, похоронен на кладбище Грейфрайерс в Эдинбурге в мавзолее своего отца — самом большом монументе кладбища, расположенном к юго-западу от кладбищенской церкви.
Джон Адам был женат на Джин Рамсей из Абботсхолла в Файфе (ум. 1795). Единственный выживший сын — юрист, судья и политический деятель Уильям Адам.

## Основные проекты и постройки

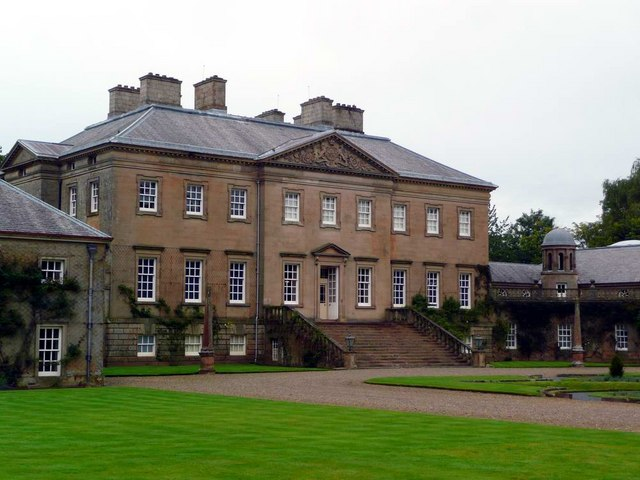
Дамфрис-хаус, Эршир. 1754—1759
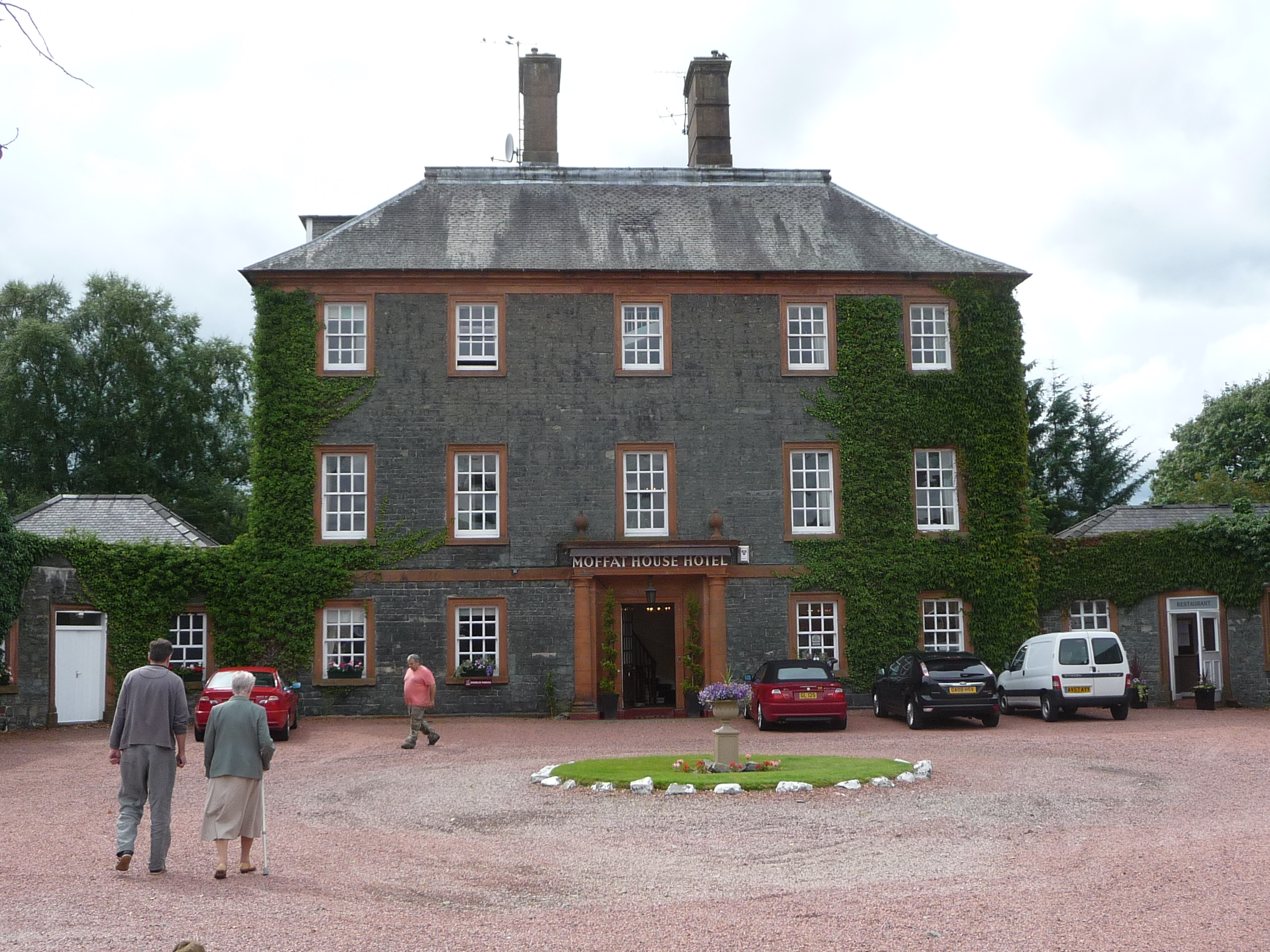
Mоффат-хаус. 1762
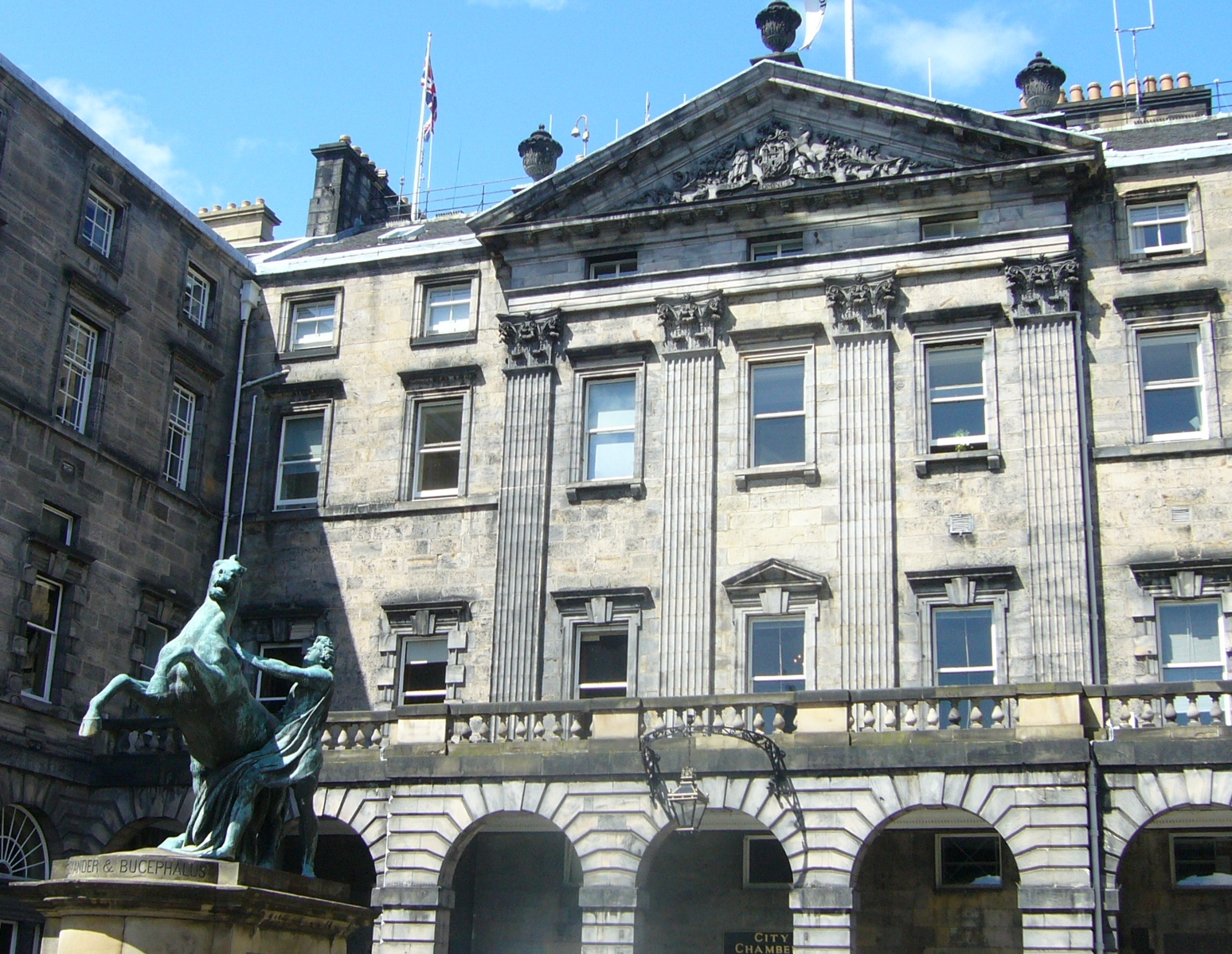
Королевская биржа в Эдинбурге (совместно с Р. Адамом)
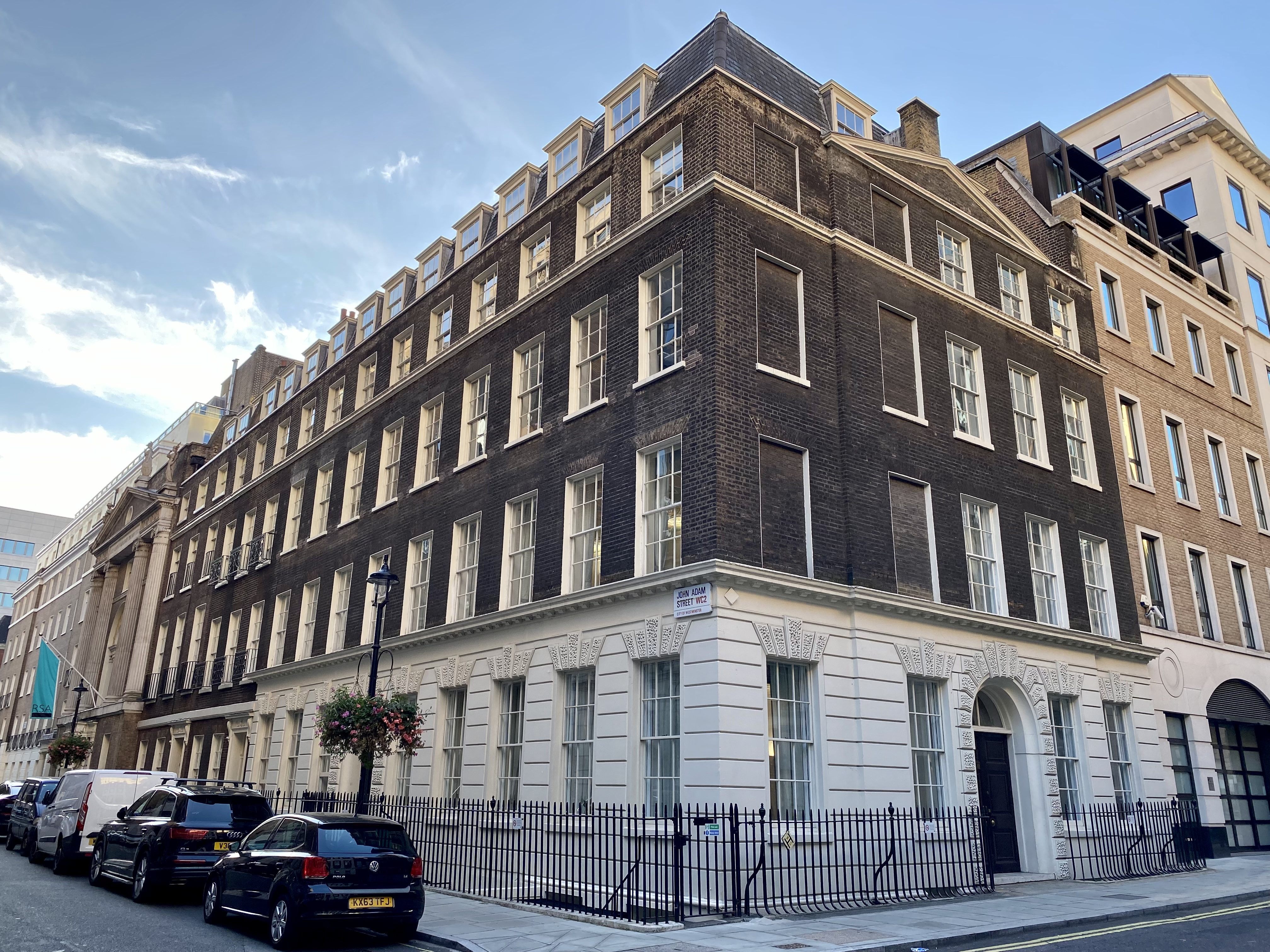
Дом № 18, Адам стрит
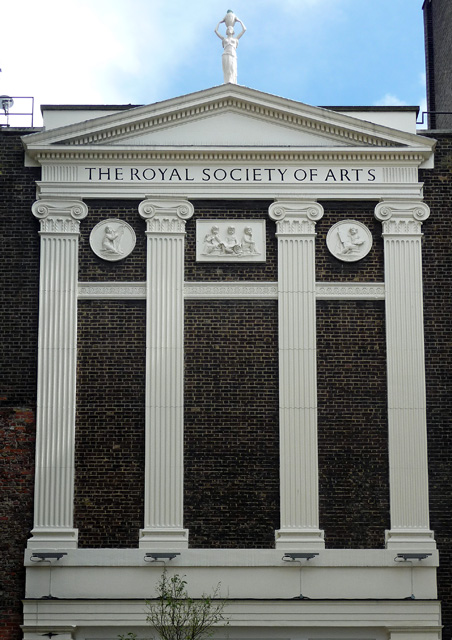
Королевское общество искусств. Деталь фасада. 1772—1774